# رون فرانكلين
رون فرانكلين (بالإنجليزية: Ron Franklin)‏ هو معلق رياضي أمريكي، ولد في 2 فبراير 1942 في جاكسون في الولايات المتحدة.